# آرامگاه گل‌گنبد
مقبره گل گنبد مربوط به سدهٔ ۷ ه‍.ق است و در شهرستان خوشاب، بخش مشکان، روستای گل گنبد واقع شده و این اثر در تاریخ ۱۹ اسفند ۱۳۸۰ با شمارهٔ ثبت ۴۸۱۴ به‌عنوان یکی از آثار ملی ایران به ثبت رسیده است.